# Pteraster temnochiton
Pteraster temnochiton är en sjöstjärneart som beskrevs av Fisher 1910. Pteraster temnochiton ingår i släktet Pteraster och familjen knubbsjöstjärnor.
Artens utbredningsområde är Berings hav. Inga underarter finns listade i Catalogue of Life.